# Jean-Marie Roux
Jean-Marie Roux, né le 6 janvier 1937 à Beaulieu (Ardèche) et mort le 4 avril 2015 aux Vans (Ardèche) est un homme politique français.

## Biographie
Il est maire des Vans de 1979 à 2004 et député RPR de l'Ardèche de 1993 à 1997.
Il est aussi le suppléant d'Henri Torre au Sénat de 1989 à 1993.

## Détail des fonctions et des mandats
Mandat parlementaire
- 2 avril 1993 - 21 avril 1997 : Député de la 3e circonscription de l'Ardèche

Mandats locaux
- 14 mars 1971 - 13 mars 1977 : Conseiller municipal des Vans
- 20 mars 1977 - mars 1979 : 1er adjoint au Maire des Vans
- mars 1979 - 30 mars 2004 : Maire des Vans
- 17 mars 1985 - 28 mars 2004 : Conseiller général du canton des Vans
- 22 mars 1985 - 16 mars 1986 : Conseiller régional de Rhône-Alpes
- 30 mars 2004 - 30 mars 2014 : Conseiller municipal des Vans